# France 3 Atlantique

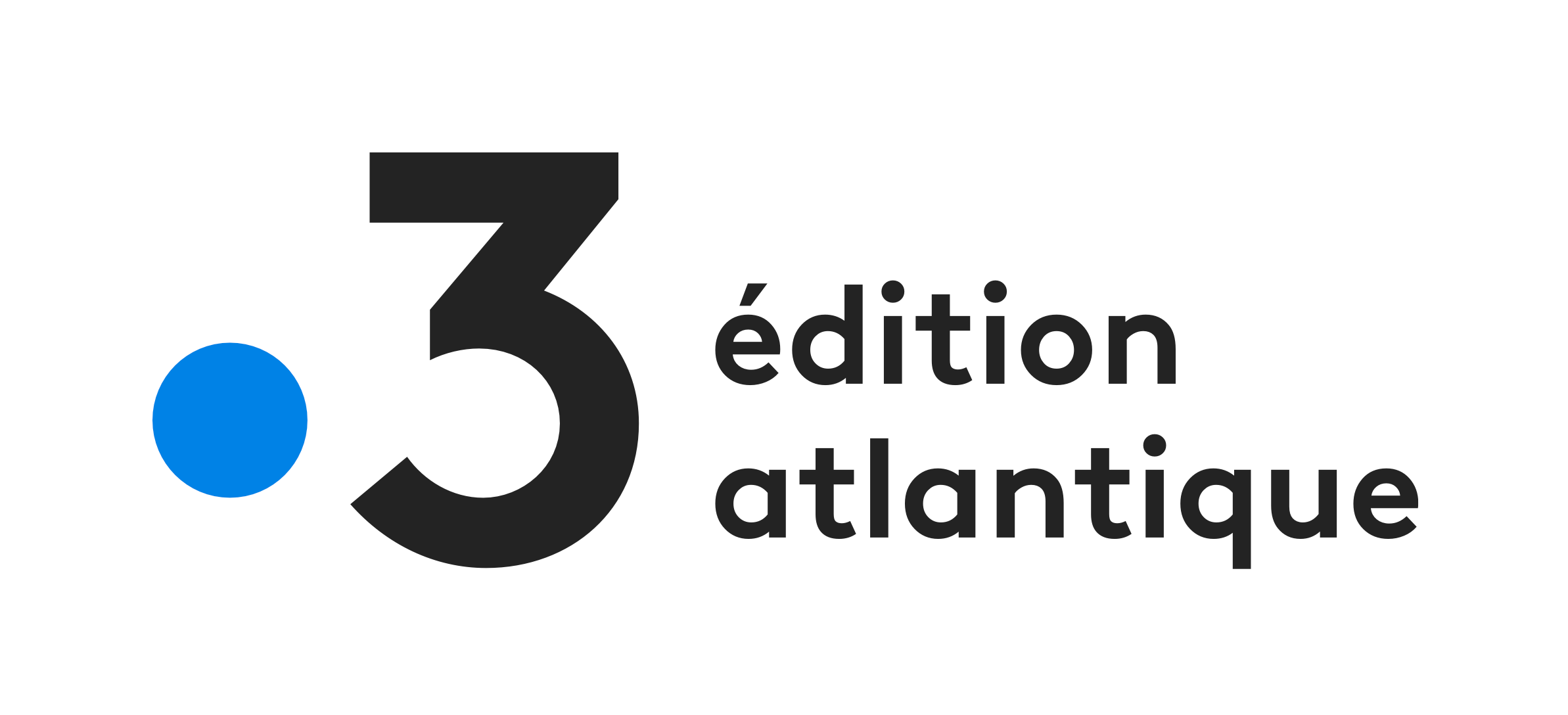
Logo de l'édition de proximité

France 3 Atlantique est une des trente-cinq antennes locales de France 3. Elle est rattachée à France 3 Poitou-Charentes.

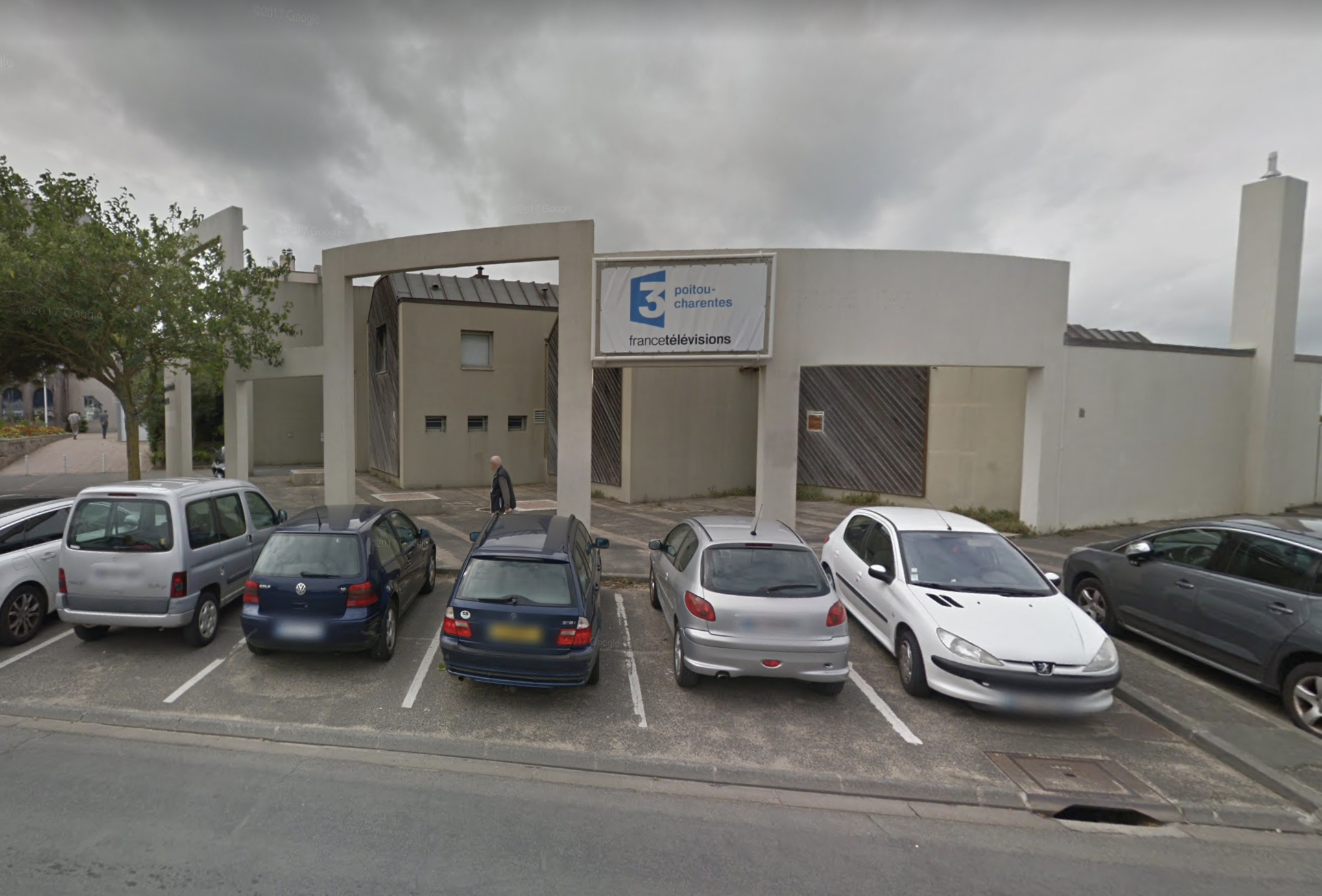
Bâtiment de l'antenne locale de France 3 Atlantique, situé en face de la Plage des Minimes, à La Rochelle.

Elle est basée à La Rochelle et émet sur l'agglomération Rochelaise ainsi que sur une large partie du littoral charentais-maritime.
Elle diffuse des reportages, des bulletins météorologiques et des flashs locaux d'information.
Elle prend l'antenne en duplex extérieur, lors des décrochages locaux avant les journaux régionaux du 19/20. L'édition de proximité dure précisément 7 minutes et est diffusée en amont du journal régional à 18h53.